# The Great Wall
The Great Wall ist ein chinesisch-amerikanischer Action-Fantasyfilm von Zhang Yimou aus dem Jahr 2016 mit Jing Tian und Matt Damon in den Hauptrollen. Er lief am 16. Dezember 2016 in den chinesischen Kinos an. Deutscher Kinostart war der 12. Januar 2017.

## Handlung
Zur Zeit der Song-Dynastie will der Ire William Garin gemeinsam mit seinem spanischen Gefährten Pero Tovar und weiteren Söldnern ins Kaiserreich China, um das legendäre Schwarzpulver zu suchen. Zu Beginn des Films werden die letzten Überlebenden der Gruppe von mongolischen Kitan gejagt, und schließlich bis auf Garin und Tovar von einem unbekannten Monster getötet. Garin und Tovar können dem Wesen eine Klaue abschlagen. 
Am nächsten Tag kommen die beiden an die Chinesische Mauer, die von den hochtrainierten, selbstlosen Soldaten des „Namenlosen Ordens“ bemannt ist. Die Europäer werden gefangen genommen und verhört. Ihre abgeschlagene Klaue erregt Aufsehen: Sie stammt von einem Taotie, einem menschenfressenden vierbeinigen Monster. Seit einem Meteoreinschlag vor 2000 Jahren greifen die Taotie alle sechzig Jahre zu Tausenden die bewohnten Regionen an und müssen unter großen Opfern an der Mauer aufgehalten werden. Damit strafen die Götter die Habgier der chinesischen Kaiser. Der Namenlose Orden trainiert seit Generationen für den kommenden Angriff und ist mit einer Vielzahl Kriegsgeräten ausgestattet, auch mit Explosivgeschossen. Wenn die Mauer nicht hält, bedeutet das das Ende der Welt. Die Trophäe der Europäer zeigt, dass es nun wieder so weit ist.
Beim ersten Angriff unterstützen Garin und Tovar die chinesischen Soldaten und verdienen sich so den Respekt des Generals Shao und der misstrauischen jungen Offizierin Lin Mae. Sie können sich nun in der Mauer frei bewegen. Gemeinsam mit einem dritten Europäer namens Sir Ballard, der seit 25 Jahren an der Mauer lebt, planen sie eine Flucht; Schwarzpulverwaffen wollen sie stehlen und mitnehmen. Während um ihn herum immer mehr der disziplinierten und selbstlosen Soldaten im Kampf sterben, hinterfragt Garin jedoch seine frühere Habsucht. Er will sein räuberisches Leben aufgeben. Lin spürt dies und fühlt sich zu ihm hingezogen. Nachdem der Ordensgeneral ums Leben kommt, wird Lin seine Nachfolgerin. Sie nimmt den Rat des kampferfahrenen Söldners an, eines der Monster lebend zu fangen. Durch die Zusammenarbeit der Chinesen und Europäer gelingt dies tatsächlich, zum ersten Mal in der Geschichte. Experimente zeigen, dass ein Magnetstein es völlig beruhigt. Das gefangene Tier und der Magnetstein aus der Expeditionsausrüstung von Garin und Tovar werden sofort an den Kaiser gesendet.
Als Tovar und Ballard einen Angriff der Taotie zur Flucht nutzen, versucht Garin vergeblich, sie aufzuhalten. Dennoch ist Lin von dem Vertrauensbruch zutiefst enttäuscht. Sie steht wieder allein, als nun die seit Jahrtausenden befürchtete Katastrophe eintritt: Die Taotie, die zunehmend planvoll-intelligent handeln und von einer Königin gesteuert werden, haben während der Kämpfe heimlich einen Tunnel unter der Mauer gegraben und werden in Kürze die Millionenstadt Kaifeng erreichen. 
Nur mit riesigen Himmelslaternen fliegend können Lin und Garin noch während des Monsterangriffs zur Stadt gelangen. Der gefangene Taotie soll vermint, gefüttert und, wenn er seinerseits die Königin füttert, zur Explosion gebracht werden. Tatsächlich lassen ihn die Wächter der Königin passieren, doch zwei Explosivpfeile, die Garin auf das verminte Monster abfeuert, prallen an den blitzartig zu einem Schutzschild aufgespannten Panzerhäuten der Wächter ab. Garin wirft nun den Magneten herab und Lin einen Explosivspeer hinterher. Die Abwehr erfolgt diesmal nicht mehr rechtzeitig, die Königin wird getötet und alle Monster erstarren. 
Ballard, der nach der Flucht Tovar täuscht und zurücklässt, wird von Mongolen gefangen genommen. Durch eine ahnungslos ins Feuer gerollte Schwarzpulverkugel kommt er mit ihnen ums Leben. Tovar wird von verfolgenden Soldaten ergriffen.
Lin wird Generalin des nordwestlichen Territoriums. Garin wird vom Kaiser vor die Wahl gestellt, Tovar der Hinrichtung zu überlassen und mit dem Schwarzpulver nach Europa zurückzukehren oder mit Tovar, aber ohne Schwarzpulver, heimzureisen. Er entscheidet sich für Letzteres.

## Veröffentlichung und Einspielergebnisse
Der Film startete am 16. Dezember 2016 in den chinesischen Kinos. In den ersten zehn Tagen spielte der Film dort 120 Millionen US-Dollar ein.
In Deutschland lief der Film am 12. Januar 2017 an, in den Vereinigten Staaten am 17. Februar 2017.

## Rezeption

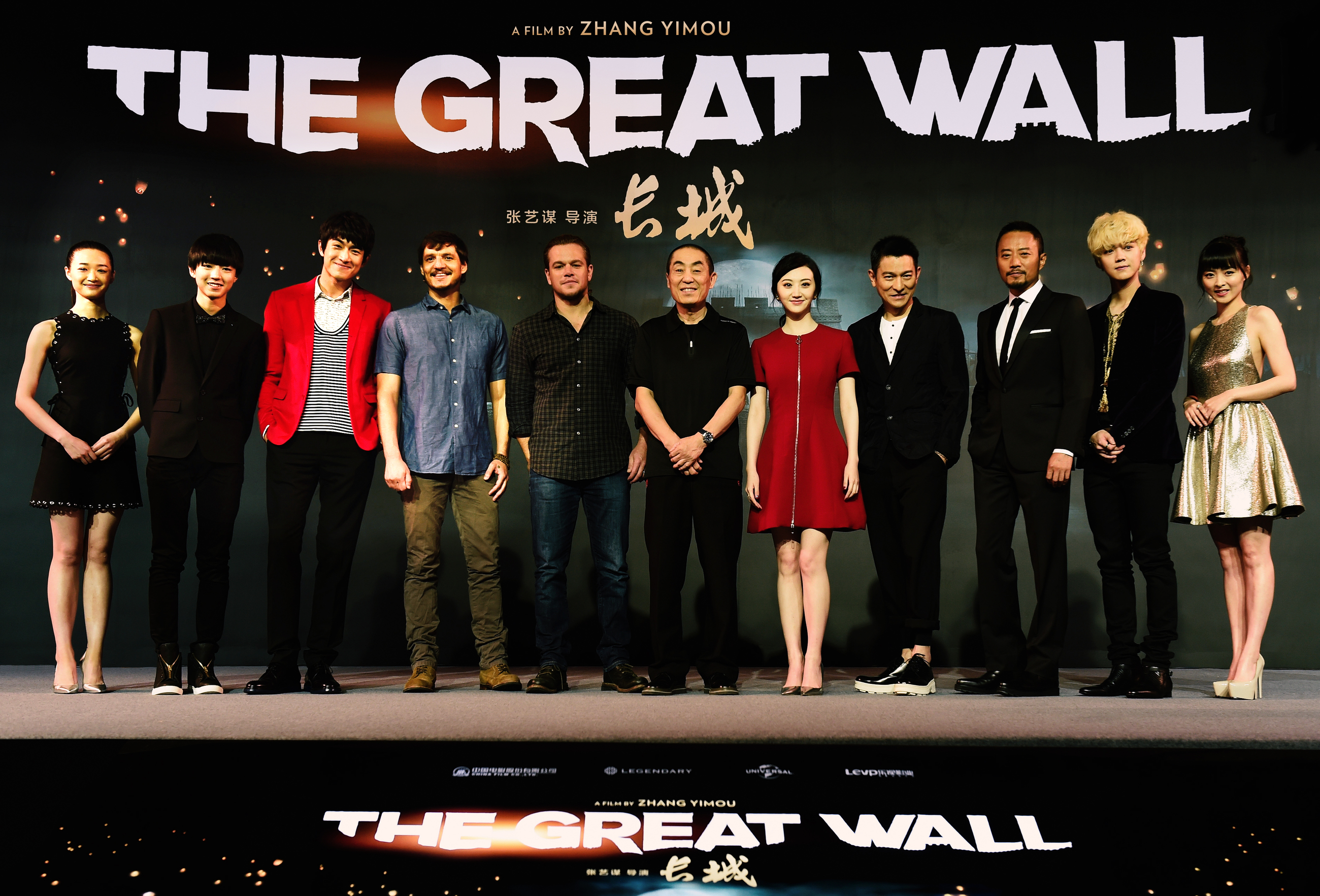
Hauptdarsteller Matt Damon, Regisseur Zhang Yimou (Mitte) und die übrigen Darsteller bei der Präsentation des Films in Russland (2015)

Laut Rotten Tomatoes erhielt der Film gemischte Kritiken und erreichte eine Bewertung von 35 % anhand von 237 Filmkritiken, wobei die Durchschnittsbewertung bei 4,9/10 lag. Um sowohl das chinesische als auch das westliche Publikum ansprechen zu können, setze er auf einfachste Dialoge, holzschnittartige Figuren, und computeranimierte Action. Interessante Nebenfiguren wurden vernachlässigt. Die Darsteller lieferten immerhin eine ordentliche Leistung. Auch auf Metacritic schnitt der Film mit einer Bewertung von 42 von 100, die auf 40 Filmkritiken basiert, nicht besonders gut ab. In der Internet Movie Database hingegen hat der Film eine Bewertung von 6,0 bei 112.579 Stimmen. Maggie Lee von der Variety lobte zwar die „kompetente“ Regie, kritisierte aber das sehr „mechanische“ Drehbuch und bemängelte vor allem das Fehlen einer Hintergrundstory für viele der interessanten Nebenfiguren.